# Butuanbaai
De Butuanbaai is een baai aan de noordoostkant van het Filipijnse eiland Mindanao. Zij vormt een oostelijk deel van de Boholzee. De rivier de Agusan, de op twee na grootste rivier van de Filipijnen, mondt uit in de baai even ten noorden van Butuan.